# Тихий сын
«Тихий сын» (фр. Jouer avec le feu) — художественный фильм французских режиссёров Дельфин и Мюриэль Кулен с Венсаном Линдоном, Бенджамином Вуазеном и Софи Гиймен в главных ролях. Премьера состоялась в сентябре 2024 года на 81-м Венецианском кинофестивале. Венсан Линдон получил Кубок Вольпи за лучшую мужскую роль.

## Сюжет
Главный герой фильма — 50-летний Пьер, пытающийся выстроить отношения с двумя сыновьями. Младший сын оказывается сторонником ультраправых идей, что существенно осложняет дело.

## В ролях
- Венсан Линдон
- Бенджамин Вуазен[1]
- Софи Гиймен

## Релиз и оценки
В сентябре 2024 года картину показали на 81-м Венецианском кинофестивале, в рамках основной программы. Венсан Линдон получил Кубок Вольпи за лучшую мужскую роль.
22 января 2025 года «Тихий сын» вышел во французский театральный прокат.